# Берк (округ, Джорджия)
Берк (англ. Burke County) — округ штата Джорджия, США. Население округа на 2000 год составляло 22243 человек. Административный центр округа — город Уэйнсборо.

## История
Округ Берк основан в 1777 году.

## География
Округ занимает площадь 2152.3 км2.

## Демография
Согласно Бюро переписи населения США, в округе Берк в 2000 году проживало 22243 человек. Плотность населения составляла 10.3 человек на квадратный километр.